# Революционна организация „17 ноември“
Революционна организация 17 ноември (на гръцки: Επαναστατική Οργάνωση 17 Νοέμβρη, Епанастатики органоси Декаефта ноември), позната също като „17Н“ или „Н17“, е гръцка марксистка терористична организация, основана през 1973 г.

## Дейност
17 ноември води война срещу гръцката държава, банки и бизнес, както и срещу цели на САЩ, Великобританя и Турция в Гърция.
През разцвета си организацията убива 23 души в 103 атаки над американски, дипломатически и гръцки цели. Смята се, че е разформирована през 2002 г., след направените арести и заведените дела срещу голям брой нейни членове. Според гръцките власти отделни терористични групи все още действат, подобно на „Революционна борба“ – организация, за която се твърди, че е в основата на гранатометния обстрел срещу американското посолство в Атина през януари 2007 г.